# Al-Halladż

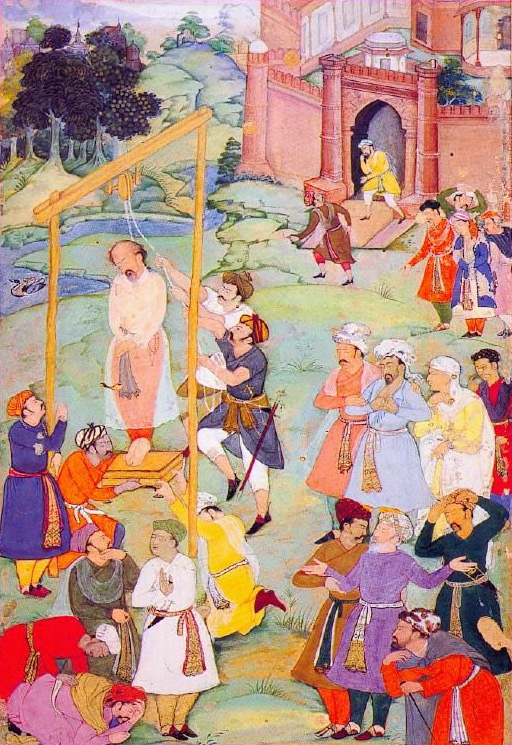
Egzekucja Al-Halladża

Al-Halladż, właśc. Al-Husajn ibn Mansur al-Halladż, arab. الحلاج (ur. ok. 858, zm. 26 marca 922) – perski sufi. 
Był uczniem Dżunajda, ale jego ekstatyczna pobożność sprawiła, iż poróżnił się ze swoim mistrzem. Pozostawał pod wpływem ruchu malamatijja, który propagował „chęć poniżania się za pomocą uczynków, które wywołują zarzuty innych, swoiste umartwianie się przez niszczenie szacunku dla samego siebie”. Wyklęty przez muzułmańskich ulemów, uwięziony w 913, został w końcu po długim procesie skazany na śmierć i powieszony w Bagdadzie w 922 za (m.in) stwierdzenie, że osiągnął pełną jedność z Bogiem (słynne zdanie ana al-hakk - ja jestem prawdą). Po jego śmierci w świecie muzułmańskim powstała o jego życiu legenda. Wielu poetów arabskich, perskich, tureckich, hinduskich oraz malajskich sławiło go w swych dziełach jako męczennika mistycznego zjednoczenia, który zginął na szubienicy za to, że się upoił boską miłością. Przez wielu muzułmanów uważany za świętego.